# 6352 Schlaun
6352 Schlaun eller 2400 T-3 är en asteroid i huvudbältet som upptäcktes den 16 oktober 1977 av den nederländsk-amerikanske astronomen Tom Gehrels och det nederländska astronomparet Ingrid van Houten-Groeneveld och Cornelis Johannes van Houten vid Palomarobservatoriet. Den är uppkallad efter den tyske arkitekten Johann Conrad Schlaun.
Asteroiden har en diameter på ungefär 4 kilometer.